# Gustavo Hamer
Gustavo Martin Emilio Hamer (* 24. června 1997 Itajaí) je nizozemský profesionální fotbalista, který hraje na pozici středního záložníka za anglický klub Sheffield United FC. Je také bývalým nizozemským mládežnickým reprezentantem.

## Klubová kariéra

### Feyenoord
Hamer se narodil v Brazílii a ještě jako dítě se s rodinou přestěhoval do Nizozemska. V mládí hrál v akademii ADO Den Haag a poté se připojil k Feyenoordu. Hamer v klubu debutoval 2. dubna 2017 v zápase Eredivisie proti Ajaxu. V týmu odehrál jen 2 soutěžní utkání a následně zamířil na hostování do druholigového Dordrechtu.

### Zwolle
Po návratu z hostování přestoupil Hamer v létě 2018 do PEC Zwolle. V klubu odehrál dvě celé prvoligové sezóny, ve kterých odehrál 50 soutěžních utkání a vstřelil 4 branky.

### Coventry City
V červenci 2020 poprvé opustil Nizozemsko, když zamířil do anglického Coventry City. V anglické Championship se rychle zařadil do základní sestavy a v průběhu své první sezóny se stal klíčovým hráčem klubu. 17. května 2023 vstřelil vítězný gól v odvetném utkání semifinále play-off proti Middlesbrough a rozhodl o postupu do finále. V utkání proti Lutonu vstřelil vyrovnávací gól na 1:1 a poslal zápas do prodloužení. Po penaltovém rozstřelu však do Premier League postoupil Luton Town. Hamer v létě klub po 132 odehraných zápasech, v nichž vstřelil 17 branek a přidal 24 asistencí, opustil.

### Sheffield United
Dne 12. srpna 2023 se stal novou posilou prvoligového Sheffieldu United, který za něj zaplatil 15 milionů liber (418 milionů korun). Nizozemský záložník podepsal smlouvu do 30. června 2027. Ve svém prvním zápase v anglické nejvyšší soutěži, a to 18. srpna proti Nottinghamu Forest, se střelecky prosadil, nicméně Sheffield prohrál utkání druhého kola 1:2.